# Tunel pod Pochajskou úžinou

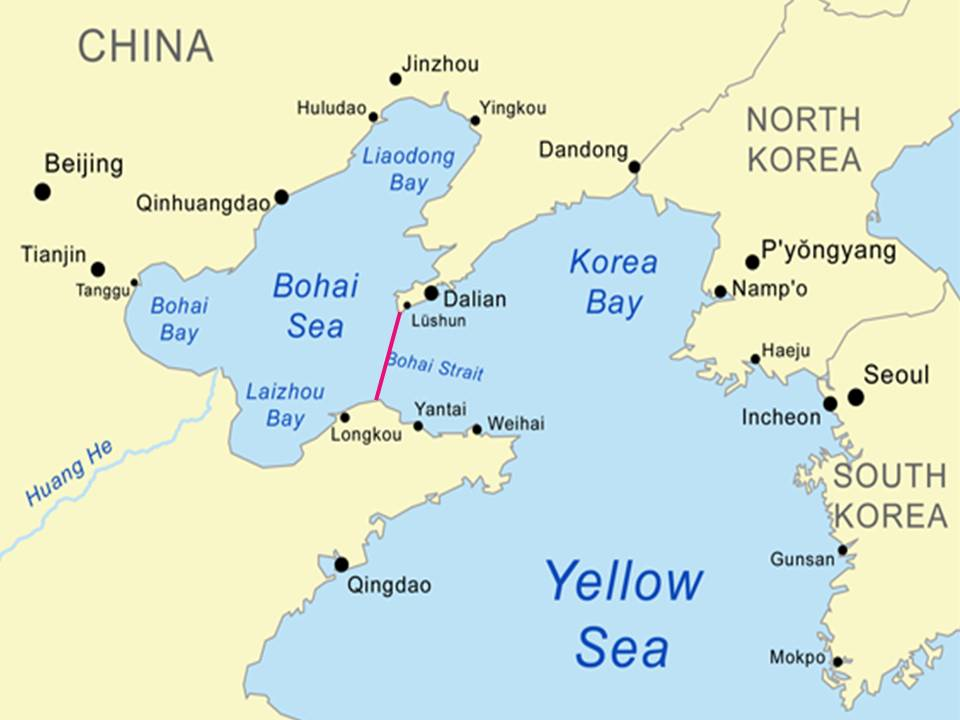
Trasa tunelu schematicky na mapě oblasti (anglické popisky)

Tunel pod Pochajskou úžinou je plánovaný železniční tunel v Čínské lidové republice, který má spojit subprovinční město Ta-lien na Liaotungském poloostrově s městskou prefekturou Jen-tchaj na Šantungském poloostrově trasou pod Pochajskou úžinou na hranici Pochajského moře a zbytku Žlutého moře.
Tunel má být dlouhý 123 kilometrů, přičemž délka podmořské části má být zhruba 90 kilometrů. Tunel tedy bude nejen delší než 51 kilometrů dlouhý Eurotunel pod Lamanšským průlivem spojující Velkou Británii s pevninskou Evropou i než 54 kilometrů dlouhý tunel Seikan pod Cugarským průlivem spojující japonské ostrovy Honšú a Hokkaidó, ale i než oba zmíněné tunely dohromady.
Možný začátek prací byl v roce 2013 odhadován na rok 2015 nebo 2016. Čínské rychlovlaky by tunelem měly projet zhruba za 40 minut, což bude významné zrychlení oproti dopravě trajekty, kterým cesta trvá šest a půl až osm hodin. Objíždění celého Pochajského moře po souši přitom představuje vzdálenost 1400 kilometrů.